# Tungokočenskij rajon
Il Tungokočenskij rajon (in russo Тунгокоченский район?) è un municipal'nyj rajon del Territorio della Transbajkalia, nell'Estremo Oriente russo, istituito il 21 settembre 1938. Ricopre una superficie di 51 448,83 chilometri quadrati e ha una popolazione di 10 009 abitanti. Il centro amministrativo è il villaggio di Verch-Usugli. Il rajon è suddiviso in un insediamento di tipo urbano, 6 comuni rurali e un interinsediamento senza alcuno status di comune (межселенная территория).